# Hall of Fame Tennis Championships 1979
L'Hall of Fame Tennis Championships 1979 è stato un torneo di tennis giocato sull'erba dell'International Tennis Hall of Fame di Newport negli Stati Uniti. È stata la 4ª edizione del torneo che fa parte del Colgate-Palmolive Grand Prix 1979. Il torneo si è giocato dal 9 al 15 luglio 1979.

## Campioni

### Singolare maschile
Brian Teacher ha battuto in finale  Stan Smith con il punteggio di 1–6, 6–3, 6–4

### Doppio maschile
Bob Lutz /  Stan Smith hanno battuto in finale  John James /  Chris Kachel con il punteggio di 6–4, 7–6